# FiveThirtyEight
FiveThirtyEight，亦称作538，是一个专注于民意调查分析、政治、经济与体育的博客。网站于2008年3月7日建立，其名称来源于美国选举人团中选举人的数量。
创建初期仅包含一个由创建者纳特·西尔弗撰写的博客和一个民调采集工具。2010年8月，博客成为了纽约时报网站中的一个特色栏目，当时被称为“FiveThirtyEight：纳特·西尔弗的政治微积分”。
2013年7月，华特迪士尼公司旗下的ESPN宣布其将收购FiveThirtyEight品牌和网站，同时西尔弗被任命为网站的首席编辑。收购后的FiveThirtyEight于2014年3月17日正式上线，同时扩展了其涵盖的内容，增加了更多诸如政治、体育、科学、经济与流行文化的栏目。2018年4月，FiveThirtyEight转移至华特迪士尼公司另一子品牌ABC新闻下。2023年4月，西尔弗宣布将从ABC新闻和FiveThirtyEight离职。
2023年9月，网站更新了Logo，并将主页由www.fivethirtyeight.com迁移至ABC新闻域名下的www.abcnews.com/538。
2025年3月，FiveThirtyEight團隊被裁撤而解散。

## 一般引用
1. ↑  . WHOIS.   [2016-09-03]. （原始内容存档于2017-09-24）.
2. ↑  Silver, Nate. . FiveThirtyEight.com. August 7, 2008  [April 26, 2015]. （原始内容存档于2014-02-27）.
3. ↑  . ESPN.com.   [2016-10-27]. （原始内容存档于2013-07-25）.
4. ↑  . ABC News. 2018-04-18  [2023-10-07]. （原始内容存档于2023-01-24）.
5. ↑  Shanfeld, Ethan. . Variety. 2023-04-25  [2023-10-07]. （原始内容存档于2023-04-25）.
6. ↑  . ABC News. 2023-09-18  [2023-10-07]. （原始内容存档于2023-09-18）.